# Василіоглу Костянтин Костянтинович
Костянтин Костянтинович Василіоглу (гаг. Konstantin Vasilioglu; 27 лютого 1938, Олександрівка (в той час Румунське королівство)  - 10 січня 2014, Кишинів) — гагаузький поет і письменник, педагог, автор підручників гагаузької мови.

## Біографія
Народився 28 лютого 1938 року в селі Олександрівка (у нинішньому Болградському районі Одеської області). Закінчив Олександрівську семирічну школу, потім школу у сусідньому селі Огородне на базі 10 класів. Після школи вступив до Кагульського педагогічного училища; закінчивши його в 1958 році, переїхав до Кишинева, де проходив 2-х місячні курси гагаузької мови та познайомився з Д. н. Танасоглу, Н. р. Танасоглу, До. Крец. У 1965 році закінчив філологічний факультет Тираспольського інституту.
У 1957—1961 роках навчав дітей гагаузькій мові, а потім, російській мові та літературі в селі Бешгіоз.
Ще будучи студентом Кагульського педагогічного училища був залучений до творчого життя гагаузької інтелігенції і починає писати перші вірші гагаузькою мовою. Перші його твори були опубліковані у знаменитій збірці «Буджактан сесляр» («Буджакські голоси»).
З 1980 був позаштатним, потім штатним кореспондентом Чадир-Лунгської газети «Прапор».
У 1990 році, маючи багатий педагогічний досвід за плечима, був прийнятий на роботу до Науково-дослідного інституту педагогіки та психології Республіки Молдова. Як співробітник НДІ бере активну участь у складанні гагаузького алфавіту на основі латинської графіки, навчальних програм з гагаузької мови та літератури, підручників для учнів навчальних закладів з гагаузькою мовою навчання.
1993 року виникла необхідність переходу на латинську графіку. Старший науковий співробітник Костянтин Василіоглу брав участь у складанні латинського алфавіту, «Правил орфографії та пунктуації гагаузької мови». Йому було доручено складання навчальних програм із гагаузької мови.
У 1995 році побачили світ «Правила», складені на основі проектів Академії наук Молдови та Комратського державного університету. Було видано підручники, програми з гагаузької мови для перших чотирьох класів навчання, та «Гагаузька абетка в малюнках», плакати та роздаткові картки.
У 1996 році у видавництві «Луміна» з'явився на світ «Словник у картинках».
У 1997 році вийшли «Artık kendim okuyêrım» для 1-го класу та хрестоматія для дитячих садків «Benim ilkkiyadım».
28 квітня 1998 року Костянтину Костянтиновичу Василіоглу було надано звання «Почесний громадянин Гагаузії» за великий внесок у розвиток гагаузької філології, національної культури, створення підручників для гагаузьких шкіл.
У 1999 році вийшли підручники «Ana Dili» для 3-4 класів, які були згодом перевидані з 2004 по 2017 роки.
У 2000-х роках з'явилися підручники Yıldızçık (1 клас), Gök kuşaa (2 клас), Gagauz dili hem literaturaokumakları для 5-9 класів у співавторстві з Ігнатом і Миколою Бабоглу.
Останніми роками Костянтин Василіоглу видавав кілька збірок своїх поезій.
Помер 10 січня 2014 року у Кишиневі у віці 75 років.